# Groomsport
Groomsport (Iers: Port an Ghiolla Ghruama) is een plaats in het Noord-Ierse County Down.
Groomsport telt 870 inwoners. Van de bevolking is 88,9% protestant en 7,9% katholiek.